# Lac Wachigabau
Lac Wachigabau är en sjö i Kanada.   Den ligger i regionen Nord-du-Québec och provinsen Québec, i den östra delen av landet, 500 km norr om huvudstaden Ottawa. Lac Wachigabau ligger 314 meter över havet.
I omgivningarna runt Lac Wachigabau växer i huvudsak blandskog. Trakten runt Lac Wachigabau är nära nog obefolkad, med mindre än två invånare per kvadratkilometer.